# Аполлон-13 (фільм)
«Аполлон-13» (англ. Apollo 13) — кінофільм про невдалу місячну місію Аполлон-13 — один із найдраматичніших моментів освоєння космосу. Фільм знятий режисером Роном Говардом на основі книги «Втрачений Місяць» (Lost Moon) Джеймса Ловелла і Джеффрі Клугера. Вийшов у прокат 30 червня 1995 року.

## Сюжет
20 липня 1969 року астронавт Джеймс Ловелл організовує вечірку, на якій гості дивляться по телебаченню перші кроки Ніла Армстронга на Місяці, коли він виходить з Аполлона-11. Ловелл, який раніше облетів Місяць на Аполлоні-8 (але не висаджувався на нього), каже своїй дружині Мерилін, що він повернеться на Місяць, аби прогулятися його поверхнею.
Через три місяці, коли Ловелл проводить VIP-екскурсію по будівлі NASA Vehicle Assembly Building, його начальник Дік Слейтон повідомляє, що команда Ловелла літатиме на Аполлоні-13 замість 14, помінявшись рейсами з командою Алана Шепарда. Ловелл, Кен Маттінглі та Фред Гейз проходять тренування. За кілька днів до запуску Маттінглі заразився кором, тому мусить бути замінений на Джека Свайгерта. Ловелл не хоче змінювати вже злагоджену команду, але змириться, коли Слейтон погрожує відправити в наступний політ зовсім інших астронавтів. Незадовго до запуску Мерилін сниться кошмар про те, як космічний корабель з її чоловіком розвалюється в космосі. Вона боїться їхати в Космічний центр Кеннеді, але потім передумає, чим дивує Ловелла.
У день запуску керівник польоту Джин Кранц у центрі управління польотами Г'юстона дає старт. Коли ракета Сатурн V злітає, двигун другого ступеня передчасно вимикається, але корабель досягає потрібної орбіти. Свайгерт виконує маневр, аби пристикувати командний модуль «Одіссей» до посадкового модуля «Водолій» і відвести його від відпрацьованої ракети.
Через три дні, за наказом управління місією, Свайгерт вмикає вентилятори для перемішування рідкого кисню. Коротке замикання спричиняє вибух кисню, через що корабель починає обертатися. Незабаром виявляється, що інший резервуар протікає. Менеджер із витратних матеріалів Сай Лібергот переконує Кранца, що відімкнення двох із трьох паливних елементів «Одіссея» може зупинити витік, але це не спрацьовує. Лишився тільки один паливний елемент, тож правила місії вимагають припинення висадки на Місяць. Ловелл і Гейз покладаються на ресурси «Водолія», поки Свайгерт вимикає «Одіссея», щоб заощадити заряд батареї для повернення на Землю. Кранц доручає своїй команді повернути астронавтів додому, заявляючи, що «провал не є варіантом». Менеджер із витратних матеріалів Джон Аарон залучає Маттінглі, щоб допомогти йому знайти спосіб перезапустити «Одіссея» та забезпечити висадку астронавтів на Землю. Мерилін тим часом протестує проти уваги ЗМІ до неї та її чоловіка. Вона засуджує перетворення місії «Аполлона-13» на шоу.
Поки команда спостерігає за Місяцем, Ловелл сумує, що не прогуляється його поверхнею, а потім зосереджує увагу своєї команди на поверненні додому. Оскільки «Водолій» заощаджує електроенергію, екіпаж потерпає від морозу, а в Гейза розвивається інфекція сечовивідних шляхів. Свайгерт підозрює, що управління місії впевнене в неминучій загибелі астронавтів; Гейз звинувачує недосвідченість Свайгерта в аварії; але Ловелл відводить сварку. Коли фільтри вуглекислого газу «Водолія» псуються, астронавтам загрожує задуха. На Землі розроблять інструкції як сумістити фільтрувальні картриджі командного модуля з місячним модулем. Астронавтам вдається з підручних матеріалів виготовити необхідні деталі. Потім вони вручну коригують курс, орієнтуючись на вид з ілюмінатора.
Маттінглі та Аарон намагалися знайти спосіб активувати системи командного модуля, не споживаючи забагато енергії, і нарешті розповідають процедуру Свайгерту, який перезапускає «Одіссея», залучаючи додаткову потужність від «Водолія». Коли екіпаж відстикує службовий модуль, то дивується ступеню пошкоджень. Це спонукає до підозр, що абляційний теплозахисний екран посадкової капсули теж пошкоджений.
Напружений період радіомовчання через проходження іоносфери триває довше, ніж зазвичай, але астронавти врешті повідомляють, що все гаразд. «Одіссей» успішно сідає в Тихий океан. Коли гелікоптери доставляють екіпаж на борт USS «Іводжіма» для зустрічі героїв, голос Ловелла описує причину вибуху та подальшу кар'єру Гейза, Свайгерта, Маттінглі та Кранца. Він риторично запитує чи повернеться людство на Місяць.

## У ролях

### Астронавти Аполлону-13
- Том Генкс — Ловелл Джеймс Артур
- Білл Пекстон — Гейз Фред Воллес
- Кевін Бейкон — Свайгерт Джон Леонард
- Гері Сініз — Томас Кеннет Маттінглі

### Наземний персонал NASA
- Ед Гарріс — Джин Кранц
- Кріс Елліс — Дональд Слейтон
- Джо Спано — директор НАСА (частково заснований на Крістофері К. Крафту-молодшому)
- Клінт Говард — Сі Лібергот
- Рей Маккіннон — Джеррі Босток
- Ксандер Берклі — Генрі Гарт

## Основні нагороди й номінації

### Нагороди
- 1996 — дві премії «Оскар»: найкращий монтаж (Майк Хілл, Деніел Хенлі), найкращий звук (Рік Діор, Стів Педерсон, Скотт Міллан, Девід Макміллан)

### Номінації
- 1996 — сім номінацій на премію «Оскар»

## Цікаві факти
- В епізодичній ролі у фільмі знявся сам командир Аполлона-13 Джеймс Артур Ловелл. У фіналі фільму він, в образі одного з офіцерів на палубі УДК «Іводзіма», тисне руку Тому Хенксу, що грав його самого.
- Сцени на кораблі, в котрих була необхідна невагомість, знімались в умовах справжньої невагомості на літаку-лабораторії за параболічною траєкторією (підйом—спуск—вирівнювання тощо). В салоні літака для знімання були обладнані дві тісні кабіни — точні копії внутрішніх приміщень корабля Аполлон.

## Кіноляпи
Хоча у фільмі все показано винятково детально і правдоподібно, все ж можна виділити деякі помилки. Ось декілька неточностей:
- У фільмі можна бачити, що той час, коли команда йде по мосту до корабля, публіка їй аплодує. Насправді ж від посадки команди в корабель до старту проходить приблизно дві години сорок хвилин, це значить, що глядачам потрібно було нудьгувати декілька годин від початку посадки до старту.
- У фільмі показано, як члени сім'ї астронавтів прощаються, розділені п'ятиметровою дистанцією, щоб уникнути зараження або інфікування в останній момент перед стартом. Цей захід безпеки був запроваджений тільки під час програми Спейс Шаттл.
- Насправді сварки між Хейзом і Свайгертом не було.
- В епізоді, де показана остання корекція траєкторії корабля, орієнтація показана неправильно. Насправді вісь корабля була спрямована не до Землі, а перпендикулярно до неї. Сама корекція була не 39, а 14 секунд.
- Альбом гурту The Beatles «Let It Be» насправді вийшов через місяць після запуску Аполлона-13.

## Саундтрек
| #     | Назва                                       | Автор                                           | Виконавець                  | Тривалість |
| ----- | ------------------------------------------- | ----------------------------------------------- | --------------------------- | ---------- |
| 1.    | «Main Title»                                | Джеймс Хорнер                                   |                             | 1:31       |
| 2.    | «One Small Step»                            |                                                 | діалог із фільму            | 0:42       |
| 3.    | «Night Train»                               | Джіммі Форрест, Льюїс Сімпкінс, Оскар Вашингтон | Джеймс Браун                | 3:27       |
| 4.    | «Groovin»                                   | Фелікс Кавальєр, Едвард Брігаті                 | The Young Rascals           | 2:26       |
| 5.    | «Somebody to Love»                          | Дарбі Слік                                      | Jefferson Airplane          | 2:55       |
| 6.    | «I Can See for Miles»                       | Піт Тауншенд                                    | The Who                     | 4:09       |
| 7.    | «Purple Haze»                               | Джіммі Хендрікс                                 | The Jimi Hendrix Experience | 2:48       |
| 8.    | «Launch Control»                            |                                                 | діалог із фільму            | 3:28       |
| 9.    | «All Systems Go/The Launch»                 | Джеймс Хорнер                                   |                             | 6:39       |
| 10.   | «Welcome to Apollo 13»                      |                                                 | діалог із фільму            | 0:38       |
| 11.   | «Spirit in the Sky»                         | Норман Грінбаум                                 | Норман Грінбаум             | 3:50       |
| 12.   | «House Cleaning/Houston, We Have a Problem» |                                                 | діалог із фільму            | 1:34       |
| 13.   | «Master Alarm»                              | Джеймс Хорнер                                   |                             | 2:54       |
| 14.   | «What's Going On?»                          |                                                 | діалог із фільму            | 0:34       |
| 15.   | «Into the L.E.M.»                           | Джеймс Хорнер                                   |                             | 3:43       |
| 16.   | «Out of Time/Shut Her Down»                 |                                                 | діалог із фільму            | 2:20       |
| 17.   | «The Darkside of the Moon»                  | Джеймс Хорнер                                   | Енні Леннокс                | 5:09       |
| 18.   | «Failure is Not an Option»                  |                                                 | діалог із фільму            | 1:18       |
| 19.   | «Honky Tonkin»                              | Хенк Вільямс                                    | Хенк Вільямс                | 2:42       |
| 20.   | «Blue Moon»                                 | Річард Чарльз Роджерс, Лоренц Харт              | The Mavericks               | 4:09       |
| 21.   | «Waiting for Disaster/A Privilege»          |                                                 | діалог із фільму            | 0:43       |
| 22.   | «Re-Entry & Splashdown»                     | Джеймс Хорнер                                   |                             | 9:05       |
| 23.   | «End Titles»                                | Джеймс Хорнер                                   | Енні Леннокс                | 5:34       |
| 72:09 |                                             |                                                 |                             |            |